# Chaumont-Porcien
Chaumont-Porcien ist eine französische Gemeinde mit 486 Einwohnern (Stand: 1. Januar 2022) im Département Ardennes in der Region Grand Est (vor 2016 Champagne-Ardenne); sie gehört zum Arrondissement Rethel und zum Kanton Signy-l’Abbaye.
Zur Gemeinde gehören die früher eigenständigen Ortschaften Logny-lès-Chaumont und Wadimont.

## Geographie
Chaumont-Porcien liegt etwa 38 Kilometer nordnordöstlich von Reims. An der nordwestlichen Gemeindegrenze verläuft der Hurtaut, das Gemeindegebiet selbst wird vom Flüsschen Saint-Fergeux durchquert, das hier auch entspringt. Umgeben wird Chaumont-Porcien von den Nachbargemeinden Rocquigny im Norden, La Romagne im Nordosten, Givron im Osten, Doumely-Bégny im Osten und Südosten, Chappes im Südosten und Süden, Remaucourt im Süden, Seraincourt im Südwesten, Fraillicourt im Westen sowie Vaux-lès-Rubigny und Rubigny im Nordwesten.

## Bevölkerungsentwicklung
| 1962                       | 1968 | 1975 | 1982 | 1990 | 1999 | 2006 | 2019 |
| -------------------------- | ---- | ---- | ---- | ---- | ---- | ---- | ---- |
| 425                        | 382  | 569  | 478  | 479  | 473  | 457  | 497  |
| Quellen: Cassini und INSEE |      |      |      |      |      |      |      |

## Sehenswürdigkeiten
- Kirche in Chaumont-Porcien
- Kirche in Logny-Lés-Chaumont
- Kapelle der Einsiedelei des Heiligen Bertauld
- Siehe auch: Liste der Monuments historiques in Chaumont-Porcien

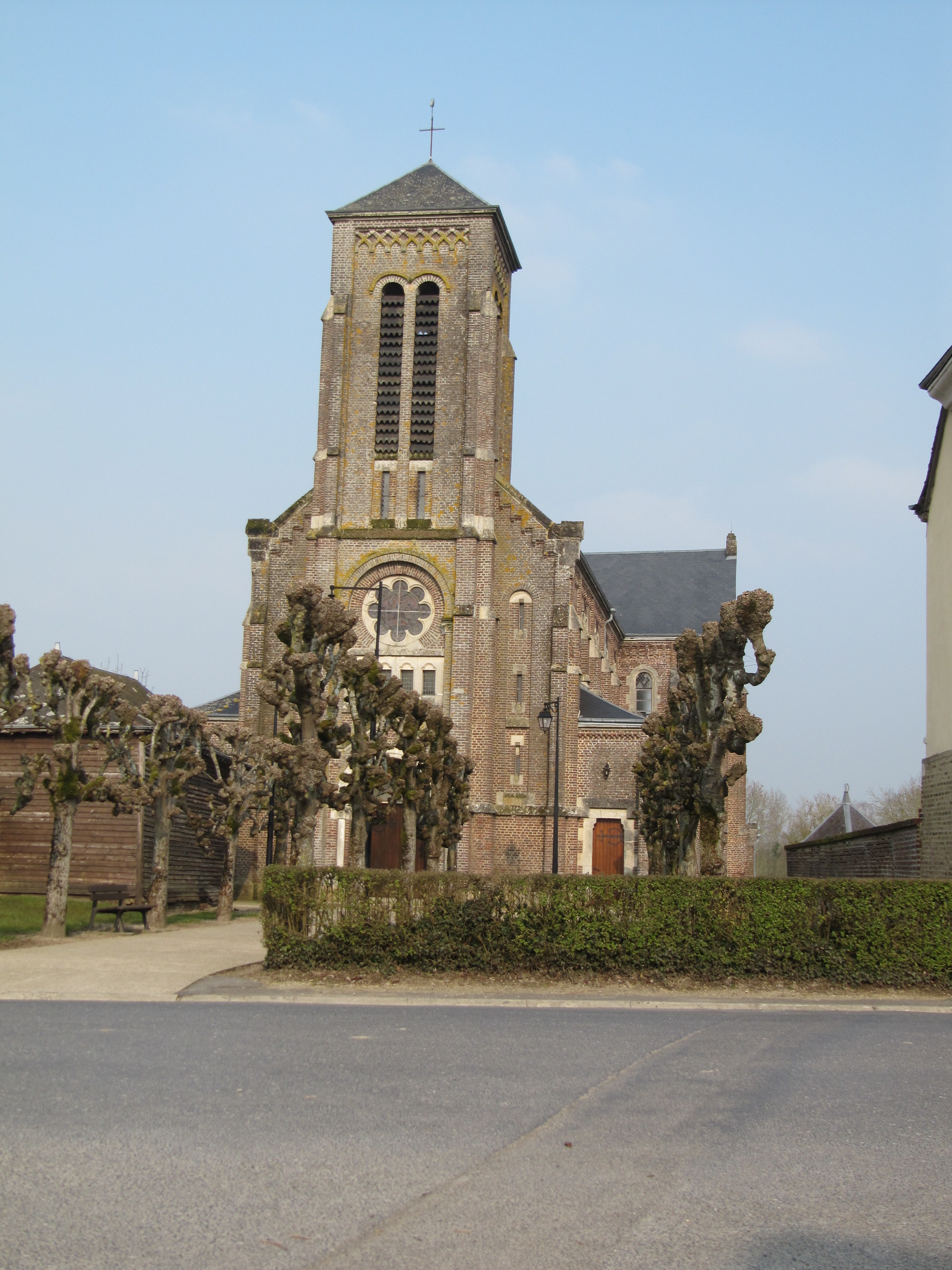
Kirche von Chaumont-Porcien
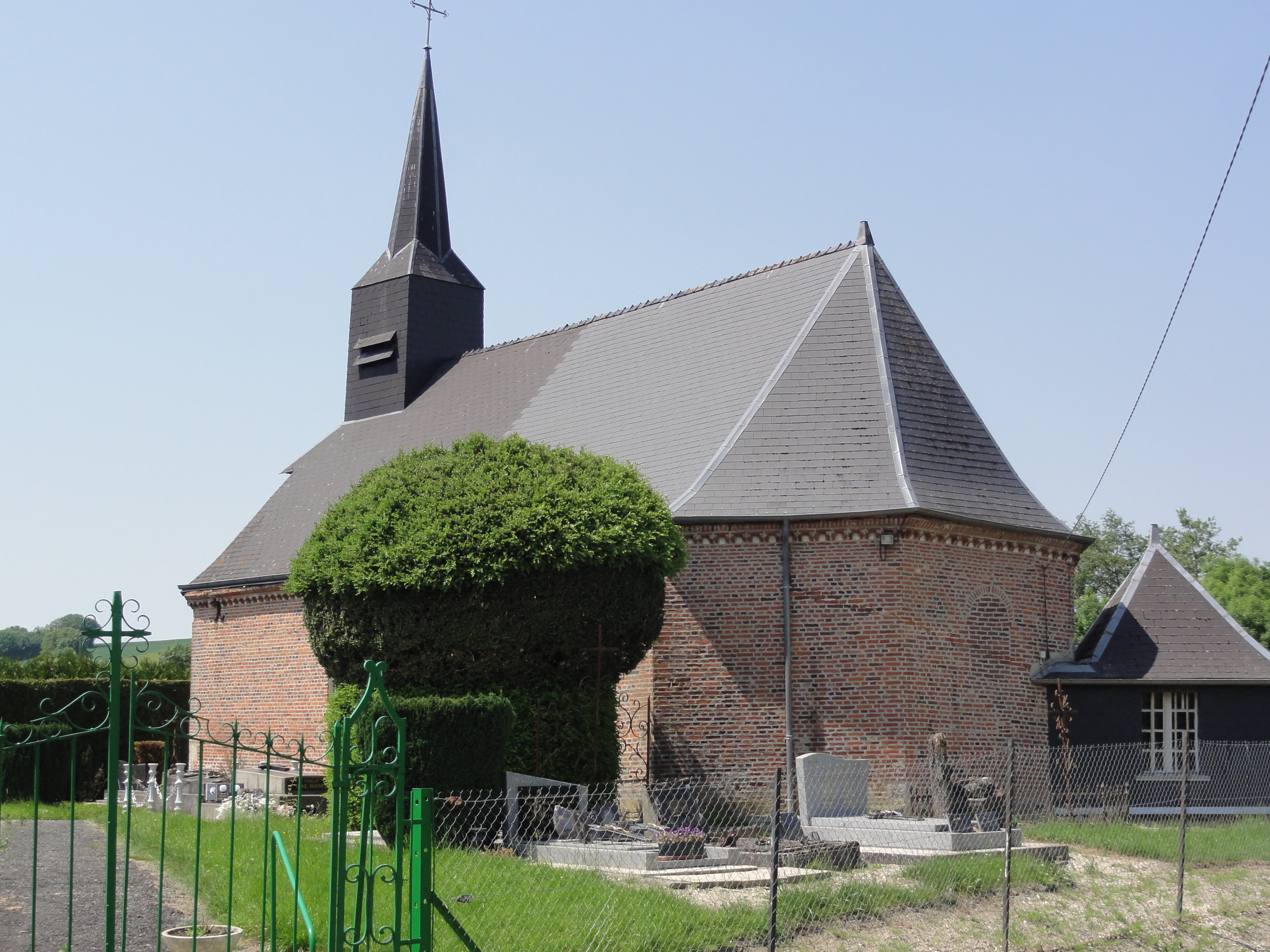
Kirche von Logny-lès-Chaumont
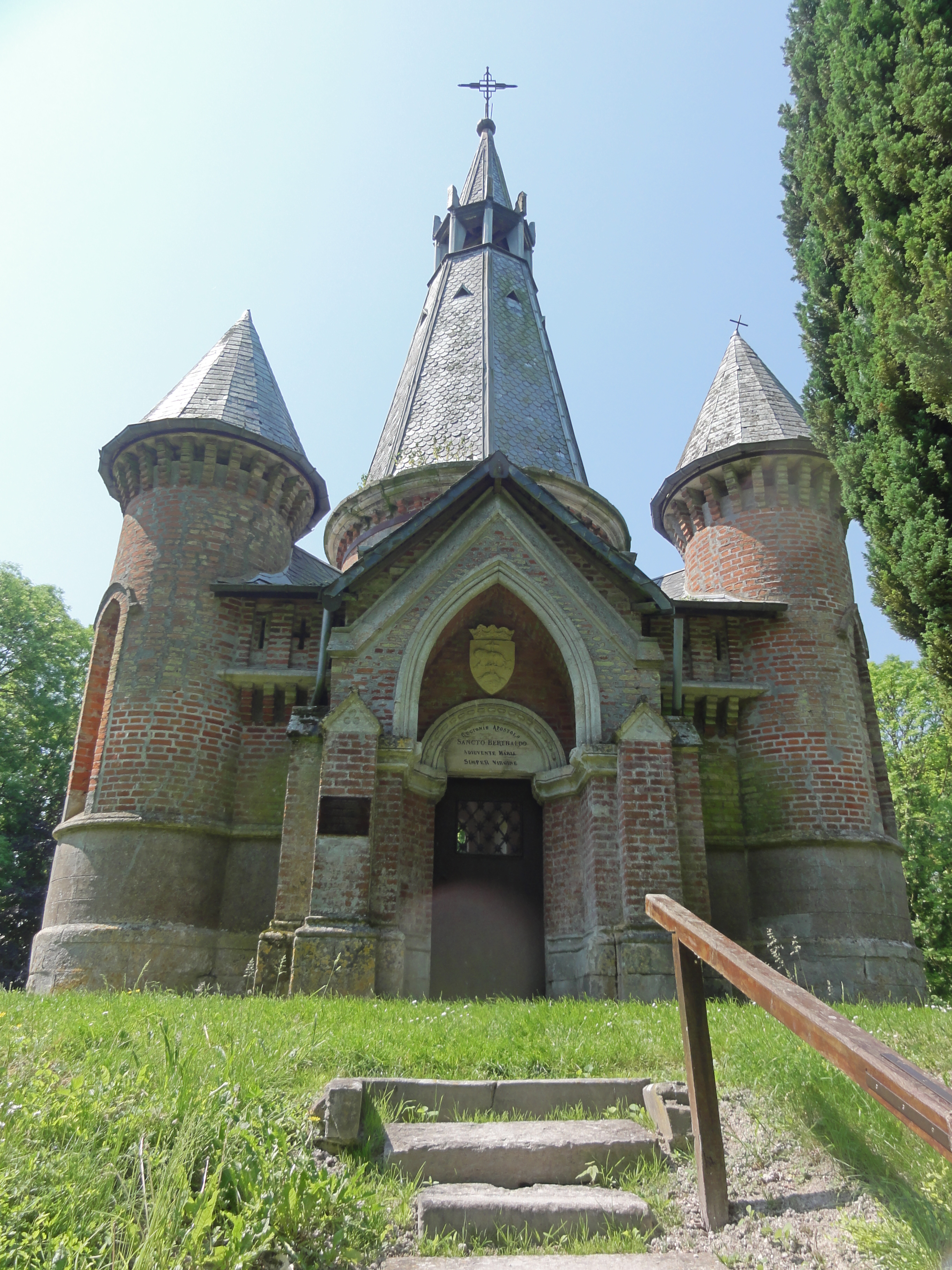
Kapelle der Eremitage von Saint-Bertauld